# Berthe Martinie
Pour les articles homonymes, voir Martinie.
 (mars 2025).
La mise en forme du texte ne suit pas les recommandations de Wikipédia : il faut le « wikifier ».
Les points d'amélioration suivants sont les cas les plus fréquents :
- Les titres sont pré-formatés par le logiciel. Ils ne sont ni en capitales, ni en gras.
- Le texte ne doit pas être écrit en capitales (les noms de famille non plus), ni en gras, ni en italique, ni en « petit »…
- Le gras n'est utilisé que pour surligner le titre de l'article dans l'introduction, une seule fois.
- L'italique est rarement utilisé : mots en langue étrangère, titres d'œuvres, noms de bateaux, etc.
- Les citations ne sont pas en italique mais en corps de texte normal. Elles sont entourées par des guillemets français : « et ».
- Les listes à puces sont à éviter, des paragraphes rédigés étant largement préférés. Les tableaux sont à réserver à la présentation de données structurées (résultats, etc.).
- Les appels de note de bas de page (petits chiffres en exposant, introduits par l'outil «  Source ») sont à placer entre la fin de phrase et le point final[comme ça].
- Les liens internes (vers d'autres articles de Wikipédia) sont à choisir avec parcimonie. Créez des liens vers des articles approfondissant le sujet. Les termes génériques sans rapport avec le sujet sont à éviter, ainsi que les répétitions de liens vers un même terme.
- Les liens externes sont à placer uniquement dans une section « Liens externes », à la fin de l'article. Ces liens sont à choisir avec parcimonie suivant les règles définies. Si un lien sert de source à l'article, son insertion dans le texte est à faire par les notes de bas de page.
- La présentation des références doit suivre les conventions bibliographiques. Il est recommandé d'utiliser les modèles {{Ouvrage}}, {{Chapitre}}, {{Article}}, {{Lien web}} et/ou {{Bibliographie}}. Le mode d'édition visuel peut mettre en forme automatiquement les références.
- Insérer une infobox (cadre d'informations à droite) n'est pas obligatoire pour parachever la mise en page.

Pour une aide détaillée, merci de consulter Aide:Wikification.
Si vous pensez que ces points ont été résolus, vous pouvez retirer ce bandeau et améliorer la mise en forme d'un autre article.
Berthe Martinie est une peintre et sculptrice française née en 1883 à Nérac (Lot-et-Garonne) et morte en 1958 à Chalonnes-sur-Loire.

## Biographie
De 1906 à 1908, Berthe Martinie étudie à l’École des Beaux-Arts de Paris, dans l'atelier du peintre Ferdinand Humbert.
Elle épouse en 1913 Henri Martinie, journaliste et critique d’art. Elle fréquente les sculpteurs Robert Wlerick (1882-1944) et Jean Carton (1911-1988). 
En 1925, la galerie Berthe Weill lui consacre sa première exposition. 
À la fin des années 1920 elle s’adonne exclusivement à la sculpture, dont les sujets animaliers et le nu féminin sont sa prédilection. Remarquée par le critique d’art  Claude Roger-Marx, elle participe à de nombreux Salons (Salons d’Automne et des Tuileries) ainsi qu’à l’Exposition Universelle de Paris en 1937. Au Salon des Tuileries de 1933, l’État lui achète une Biche et un Taureau. Sa carrière se développe alors à l'étranger (États-Unis, Italie, Pays-Bas, Suède, Amérique du Sud...). Après la deuxième guerre mondiale, elle expose au musée Rodin en 1956 et ses sculptures sont montrées à l'Exposition Universelle de Bruxelles en 1958,,. 
Elle participe à la célèbre exposition des femmes peintres du jeu de paume.
En 1949 Une sculpture de  Sanglier est installée dans le parc Wilson à Thionville. D'autres reliefs prennent place dans la fauverie du Jardin des Plantes à Paris,. 
Elle a également peint sept peintures murales qui ornent l'ancien Conservatoire national supérieur de musique de Paris de la rue de Madrid à Paris.
Elle travaille aussi les illustrations de livres, on lui doit celles de La Divine Comédie de Dante.

## Œuvres dans les collections publiques
- Musée d'art moderne de Paris : 
  - Taureau (bronze, 1933)[8]
  - Cavaliers arabes (dessin, 1934)[9]
  - Paysans et Chevaux (aquarelle)[10]
  - Cheval cabré (bronze)[11]
- Ménagerie du Jardin des plantes, Paris :
  - Fauve guettant un passage d'antilopes (plâtre, 1937)[12]
  - Fauve guettant un passage de sangliers (plâtre, 1937)[13]
- Musée du Berry à Bourges : 
  - Sanglier (bronze, 1952)[14]